# Slag op het IJs
De Slag op het IJs of slag bij / op het Peipusmeer was een veldslag op 5 april 1242 tussen de republiek Novgorod en kruisridders van de Lijflandse Orde. De Novgoroders, onder leiding van Alexander Nevski, troffen de Lijflandse Zwaardbroeders in de buurt van het Peipusmeer en versloegen hen. De Lijflandse kruistocht naar Novgorod werd hiermee gestuit.

## Primaire bronnen
De precieze omstandigheden van de veldslag zijn onduidelijk, aangezien de oudste primaire bronnen erg weinig informatie geven en latere bronnen steeds meer nieuwe, tegenstrijdige en spectaculaire details toevoegen die niet in de oudste teksten te vinden zijn. De oudste bron, de rond 1290 geschreven Middelhoogduitse Lijflandse Rijmkroniek (niet te verwarren met de Kroniek van Hendrik van Lijfland), vertelt dat "aan beide zijden doden neer vielen op het gras" (an beider sît die tôten vielen nider ûf das gras) en zegt niets over een meer, laat staan dat het water bevroren was en het gevecht op het ijs plaatsvond. De Rijmkroniek vermeldt verder dat er "twintig Broeders" sneuvelden en zes krijgsgevangen genomen werden door de Novgoroders.
In de vroegste Oudoostslavische bronnen wordt ook bijna niets gezegd over de precieze situatie en aantallen. In de Laurentius-voortzetting van de Soezdalse Kroniek staat enkel een korte passage (waarschijnlijk geschreven rond het jaar 1310): "Grootvorst Jaroslav [Vsevolodovitsj] stuurde zijn zoon Andrej [Jaroslavitsj] naar Veliki Novgorod om Alexander [Nevski] te helpen tegen de Duitsers (Nemtsi). Hij versloeg hen voorbij Pskov (Pleskov) bij het meer (na ozere) en nam veel gevangenen. Andrej keerde eervol terug naar zijn vader."
In de Oudere Redactie van de Novgorodse Eerste Kroniek staat een veel langere passage, gedateerd tot circa 1350, waarin 'talloze Esten (Tsjoed') en 400 Duitsers (Nemtsi)' zouden zijn gedood aan Lijflandse zijde, terwijl 50 van de kruisvaarders als krijgsgevangenen werden meegenomen naar Novgorod. Dit is de eerste versie waarin de plaats van het gevecht wordt gespecificeerd als "het meer bij Oezmen", de Novgoroders de Lijflanders "over het ijs jaagden" en er allerlei religieuze elementen aan het verhaal worden toegevoegd. De Jongere Redactie van dezelfde kroniek (geschreven in de jaren 1440) doet er nog een schepje bovenop en beweert dat er niet 400 "Duitsers" (Nemtsi) werden gedood, maar 500.

## Culturele nalatenschap

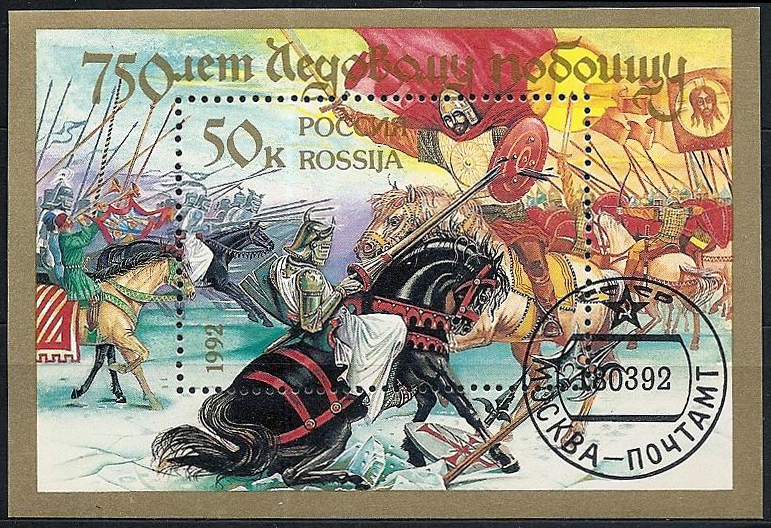
Russische postzegel (1992), 750 jaar na de slag

Deze veldslag speelt een belangrijke rol in de Sovjet-Russische film Alexander Nevski (1938) van Sergej Eisenstein. Hierin worden veel van de Lijflandse voetsoldaten afgebeeld met Stahlhelmen zoals Duitse soldaten ze in de Eerste Wereldoorlog gebruikten. De mijter van de bisschop Herman van Dorpat is bovendien versierd met hakenkruizen. Op het hoogtepunt van de slag jagen de Novgorodse troepen de Teutoonse Ridders over het bevroren meer; daarbij breekt het ijs en vele Teutonen verdrinken. Geen enkele primaire bron maakt hiervan gewag. Desondanks was Alexander Nevski een groot bioscoopsucces en bracht al gauw de misvatting in omloop dat tijdens het gevecht het ijs zou zijn gebroken en de Teutoonse kruisvaarders massaal zouden zijn verdronken.
De film was een typisch voorbeeld van Sovjet-Russische propaganda, die patriottische gevoelens onder de bevolking moest stimuleren naarmate de spanningen met nazi-Duitsland in de jaren 1930 steeds verder toenamen. Toen de Sovjet-Unie en nazi-Duitsland in augustus 1939 echter het Molotov-Ribbentroppact sloten, waarmee ze bondgenoten werden en later samen Polen zouden binnenvallen, werd de film uit de bioscopen gehaald en niet meer vertoond. Dat veranderde weer toen in juni 1941 de Wehrmacht Operatie Barbarossa lanceerde en in korte tijd grote delen van de Sovjet-Unie bezette. Daarop werd de film al snel weer overal toegestaan en een nationaal symbool in de oorlogspropaganda tegen de Duitse vijand. In 1942 stelde de Sovjet-Unie bovendien de Alexander Nevski-orde opnieuw in (na deze in 1918 te hebben afgeschaft) als eerbetoon aan soldaten die zich heldhaftig zouden hebben gedragen in de strijd tegen de Duitsers.